# Halkidika
Halkidika (grško starogrško Χαλκιδική, Halkidikí) je polotok in upravna enota pokrajine Osrednja Makedonija v severni Grčiji. Najbolj vzhoden krak Halkidike je avtonomna meniška država Gora Atos, ki ne spada v upravno enoto. 
Največje in hkrati glavno mesto Halkidike je Poligiros v osrednjem delu polotoka. Halkidika je priljubljeno poletno turistično središče.

## Geografija
Halkidika je velik polotok v severozahodnem Egejskem morju, ki ima obliko roke s tremi prsti: Palene (zdaj Kasandra), Sitonija in Agion Oros, antični Acte, na katerem je gora Atos s slavnimi samostani. Grki jih pogosto imenujejo noge in ne prsti. Halkidika na severu meji na regionalno enoto Solun (Thessaloniki). Največja mesta na polotoku so Nea Mudania, Nea Kalikratea in prestolnica Poligiros. V osrednjem severnem delu polotoka je gorovje Holomontas.
Na polotoku je na obalah vseh treh prstov več poletnih počitniških središč, manjših mest in vasi, med njimi Jerakini (plaža Gerakina), Neos Marmaras, Uranupolis, Nikiti, Psakudia, Kalitea in več drugih.

## Ime
Halkidika je dobila ime po skupini antičnih lokalnih ljudstev z imenom Halkidijci (grško Χαλκιδείς, Chalkideís). Regija je bila nekoč kolonija (apoikia) starogrške mestne države Halkis.

## Zgodovina
Prvi naseljenci na Halkidiki so bili priseljenci iz Halkisa in Eretrije na Evbeji, ki so ustanovili mesta Mende, Toroni in Skione. Drugi val priseljencev je prišel z Androsa v 6. stoletju pr. n. št. Slednji so ustanovili mesto Akant. Antično mesto Stageria je bilo rojstno mesto velikega filozofa Aristotela. 
Halkidika je bila pomembno prizorišče v peloponeški vojni med Atenami in Šparto. V 4. stoletju pr. n. št. je grške kolonije na polotoku osvojil Filip II. Makedonski in jih vključil v svoje kraljestvo.  Po vojnah med Makedonci in Rimljani je regija skupaj z Grčijo leta 43 pr. n. št. postala del Rimskega cesarstva. V Kasandriji je bila ustanovjena rimska kolonija, ki jo je leta 30 pr. n. št. ponovno naselil cesar Avgust.
V naslednjih stoletjih je bila Halkidika del Bizantinskega cesarstva. Z zlato bulo cesarja Bazilija II. iz leta 885 je bila Sveta gora (Atos) razglašena za mesto menihov. Naseljevanje laikov, poljedelcev in živinorejcev na Atosu ni bilo več dovoljeno. S pomočjo cesarja Nikiforja II. Fokasa je bil kmalu zatem ustanovljen samostan Velika lavra.  Na Atosu zdaj živi asketsko življenje več kot 1.000 menihov iz Grčije in drugih vzhodnoevropskih pravoslavnih držav: Romunije, Moldavije, Gruzije, Bolgarija, Srbije in Rusije. Gora Atos ima od ustanovitve svojo upravo.
Po kratkem obdobju vladavine latinskega Solunskega kraljestva, ustenovljenega po četrti križarski vojni, je Halkidika ponovno prišla pod bizantinsko oblast, ki je trajala do leta 1430, ko so regijo osvojili osmanski Turki. V osmanskem obdobju so bili na Halkidiki pomembni rudniki zlata. 
Leta 1821 se je začela grška vojna za neodvisnost, v kateri so sodelovali tudi Grki s Halkidike pod vodstvom Emanuela Papasa, člana Filiki Eteria, in drugih. Upor je napredoval počasi in nesistematično in bil omejen samo na polotoka Atos in Kasandra. Glavni cilj upora je bil zadržati in ovirati  prodiranje osmanske vojske iz konstatinopla (sodobni Carigrad), dokler se ne bi revolucija na jugu (Peloponezu) stabilizirala. Upor se je končal z osmansko osvojitvijo Kasandre. Preživele upornike, med njimi tudi Papasa, je rešilo pisansko ladjevje in jih odpeljalo predvsem na otoke Skiatos, Skopelos in Skiros. Turki so se maščevali s požigom več vasi.
Po balkanskih vojnah je bila Halkidika leta 1912 vključena v Kraljevino Grčijo. 
Junija 2003 so na praznik turističnega središča Porto Carras na Neos Marmaras voditelji Evropske unije predstavili prvi osnutek evropske ustave.

## Gospodarstvo

### Poljedelstvo
Polotok je znan po pridelavi oljk, grozdja in medu in proizvodnji oljčnega olja in vina. 

### Turizem
Halkidika je od poznih 50. let 20. stoletja priljubljeno poletno turistično središče. Tja so prihajali predvsem meščani Soluna in po obalnih vaseh preživljali  poletne počitnice. V 60. Letih so začeli tja vedno pogosteje zahajati tudi turisti iz Nemčije in Avstrije. Že v 70. letih se je cela regija resno ukvarjala s turizmom.  Na polotoku je igrišče za golf, načrtujejo pa gradnjo še štirih novih igrišč.

### Rudarstvo
Zlato se je na Halkidiki rudarilo že v času Filipa II. Makedonskega. Leta 2013 je koncesijo za rudarjenje dobila kanadske družba Eldorado Gold. Zaradi negativnega vpliva rudarstva na turizem in okolje so prebivalci do njega zelo kritični.

## Uprava
Regionalna enota Halkidika je razdeljena na pet občin:
- Aristotelis
- Kassandra
- Nea Propontida
- Polygyros
- Sithonia

### Prefektura
Z upravno reformo leta 2011 je iz nekdanje prefekture Halkidika nastala regionalna enota Halkidika, ki ima enako ozemlje kot nekdanja prefektura. Istočasno so bile reorganizirane tudi občine.

### Provinci
- provinca Halkidika – Polygyros
- provinca Arnaia

Opomba: province v Grčiji nimajo več nobenega legalnega statusa.

## Transport
Na Halkidiki je avtocesta A25, ki povezuje Solun z Neo Moudanio.  Na polotoku ni niti letališča niti železniške proge, ima pa organizirano omrežje avtobusnih prog (KTEL).
Leta 2018 je bila napovedana gradnja nove proge solunske podzemne žeIeznice, ki bi se v prihodnje lahko podaljšala do nekaterih delov Halkidike.

## Pomembni Halkidčani
- Peonij  iz Mende  (pozno 5. stoletje pr. n. št.),  kipar
- Filip iz Mende, Platonov študent, astronom
- Nikomah, Aristotelov oče
- Aristobul iz Kasandrije  (375–301 pr. n. št.),  zgodovinar, arhitekt
- Aristotel (384-322 pr. n. št.), filozof
- Andronik iz Olinta  (okoli 370 pr.n. št.)
- Kalisten (360–328 BC), godovinar
- Krat iz Olinta,  Aleksandrov inženir za vodne gradnje
- Bubal iz Kasandrije  (304 pr. n. št.), jezdec, ki je tekmoval na dirki Arkadija-Likeon[11] [
- Pozejdip iz Kasandrije (okoli  310 – okoli 240 pr. n. št.), šaljiv pesnik
- Ergin (sin Simila) iz Kasandrije, pevec, zmagovalec tekmovanja v Soteriji okoli 260 pr. n. št.[12]
- Stamatios Kapsas, revolucionar v grški vojni za neodvisnost (1821–1830)
- nadškof Dimitrij Ameriški
- Xenophon Paionidis (1863–1933), arhitekt
- Manolis Mitsias, pevec
- Sokratis Malamas (rojen 1957 v Sikiji), pevec
- Stefanos Athanasiadis, nogometaš PAOKA
- Paola Foka, pevka ljudskih pesmi
- Margaritis Schinas, podpredsednik Evropske komisije

## Galerija
- Jama Petralona
- Kanal  Nea Potidea
- Plaža Karagatski na otoku Ammouliani
- Hrib Cholomontas
- Vas Agios Mamas
- Vas Nikiti
- Plaža svetega Janeza
- Plaža v Toroniju